# Fordongianus
Fordongianus ist eine italienische Gemeinde auf Sardinien mit 815 Einwohnern (Stand: 31. Dezember 2023) in der Provinz Oristano. Der Ort ist schon seit der Antike bekannt für die zahlreichen Thermalquellen. Der Ort ist Sitz des Titularbistums Forum Traiani.
Bis zum 7. Jahrhundert war der Ort das Hauptquartier der Byzantiner auf der Insel.

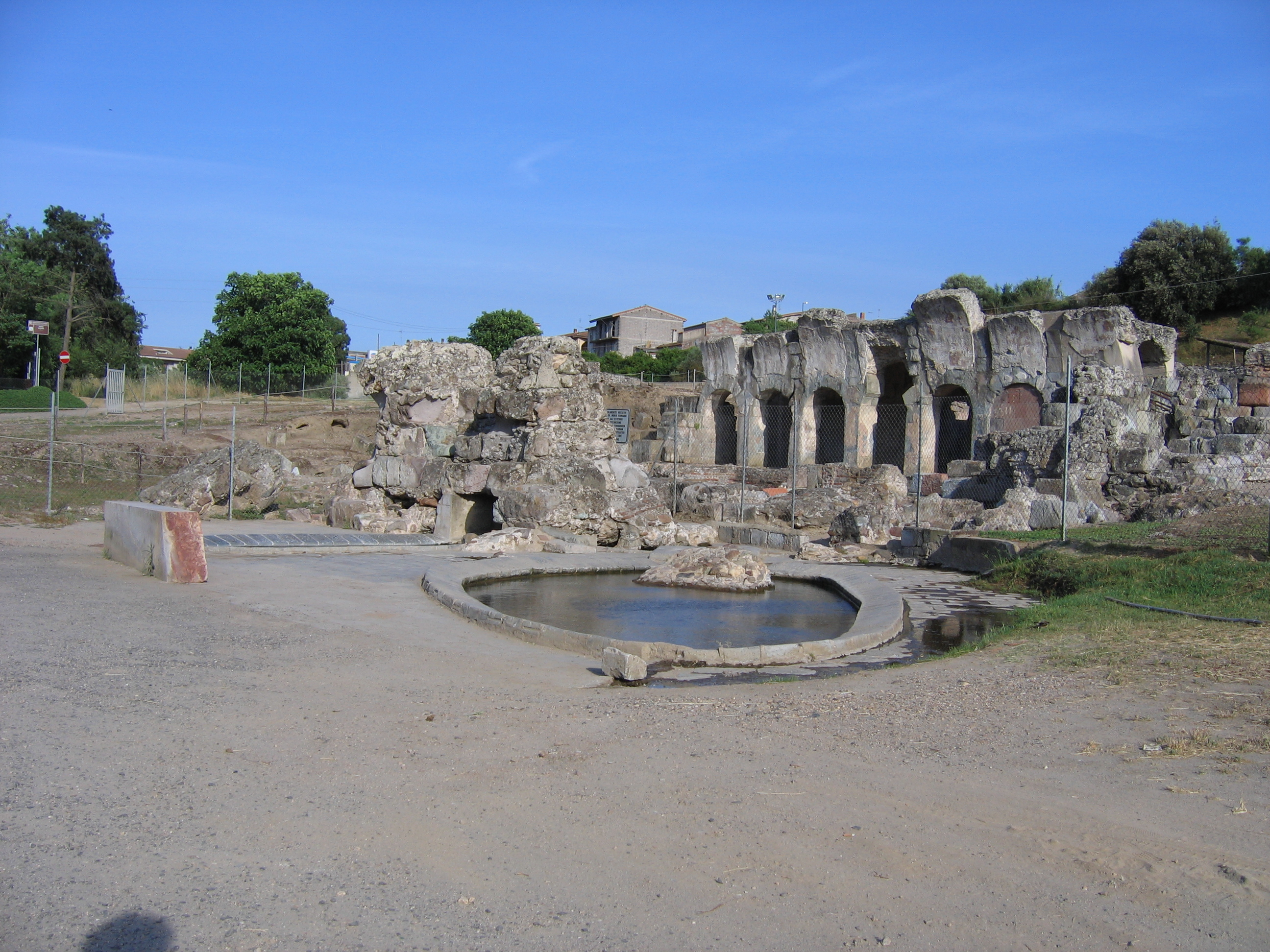
Thermalquelle in Fordongianus

## Geographie
Das Gemeindegebiet umfasste eine Fläche von 39,40 km². Die Nachbargemeinden sind Allai, Busachi, Ghilarza, Ollastra, Paulilatino, Siapiccia und Villanova Truschedu.